# Gudmund Grimstad
Gudmund Jarl Grimstad (ur. 8 kwietnia 1898 w Skjerstad, zm. 12 sierpnia 1970 w Los Angeles) – norweski zapaśnik walczący w stylu wolnym. Olimpijczyk z Antwerpii 1920, gdzie zajął piąte miejsce w wadze średniej do 75 kg.

## Letnie Igrzyska Olimpijskie 1920
| Konkurencja              | Walki                     | Walki                   | Klas. końcowa |
| Konkurencja              | Przeciwnik I              | Ćwierćfinał             | Miejsce       |
| ------------------------ | ------------------------- | ----------------------- | ------------- |
| styl wolny, waga średnia | Gottfrid Lindgren (SWE) W | Charley Johnson (USA) P | V miejsce     |